# Карлуш де Сейшаш
Жозе Антоніу Карлуш де Сейшаш (порт. José António Carlos de Seixas; 11 червня 1704 — 25 серпня 1742) — видатний португальський композитор XVIII століття. Віртуоз як на органі, так і на клавесині, Сейшаш змінив свого батька на посаді органіста собору Коїмбри у віці чотирнадцяти років. У 1720 році він виїхав до столиці Лісабона, де мав служити органістом у королівській капели, одній з найвищих посад для музиканта в Португалії, і ця посада принесла йому лицарське звання. Більша частина музики Сейшаша знаходиться в неоднозначному перехідному періоді від стилю барокко XVII століття до галантного стилю XVIII століття.

## Життєпис
Сейшас народився в Коїмбрі в сім'ї Франциско Ваза і Марселини Нуньес. З юних років його оточувала музична діяльність; його батько служив органістом собору, і бурхливість музичної діяльності в місцевому монастирі Санта-Круш відігравала не менш важливу роль у його музичній підготовці. У 1718 році, за кілька днів до смерті батька, Сейшаш змінив свого батька на посаді органіста собору. Через два роки, у 1720 році, він переїхав до Лісабона, щоб зайняти свою нову посаду придворного органіста та клавесиніста при дворі Івана V Португальського.
Посилаючись на свою елегантність і спритність на клавіатурі, він був улюбленим учителем багатьох знатних сімей, включаючи сім'ю Луїша Ксав'єра Фуртаду де Мендонса, віконта Барбасени, де він давав уроки гри на клавесині дружині та дочкам віконта в обмін на художнє заступництво. У Лісабоні Сейшаш познайомився з італійським композитором Доменіко Скарлатті, який працював у Португалії з 1719 по 1728 рік як директор придворного собору. У розповіді Жозе Мацца в його Diccionario bigraphico de Musicos portugueses e noticia das suas composições 1780 року брат короля, Дом Антонію, організував для Скарлатті уроки гри на клавесині Сейшаша. Скарлатті, відразу ж усвідомивши талант Сейшаша, відповів: «Ви можете давати мені уроки».
У 1731 році він одружився у двадцять вісім років з Д. Марією Жоаною Томасою да Сілва, з якою мав двох синів і трьох дочок. Він був посвячений в лицарі в 1738 році королем, введений в орден Христа. Через чотири роки, в 1742 році, помер від ревматичної гарячки і був похований в базиліці Санта-Марія в Лісабоні.

## Роботи
Клавішні твори Сейшаша були написані для різних інструментів, включаючи орган, клавесин та клавікорд. Проте зі стилістики його сонати демонструють цілий ряд музичних стилів: деякі є зразком барокової токкати; деякі твердо в галантному стилі; деякі з них мають явний вплив німецького Empfindsamer Stil (буквально «чутливий стиль»). Незважаючи на те, що він рідко, якщо взагалі, подорожує за межі Лісабона, його роботи також включають різні географічні стилі, такі як німецька школа Мангейма, французький менует та італійський стиль, створений Скарлатті, його колегою і сучасником. Сантьяго Кастнер, біограф Сейшаса і редактор його творів, описує твори Сейшаса як «незайняті» певною формою і віддані частий імпровізації. Значна частина його робіт була знищена під час землетрусу, який спустошив Лісабон у 1755 році. Збереглися лише три оркестрові п'єси та близько сотні клавішних сонат із понад семисот нібито, а також кілька хорових творів для літургійного використання (набагато консервативніших, ніж те, що можна було б очікувати від його інструментальної музики).

## Хорові твори
- Mass in G.
- Tantum ergo;
- Ardebat vincentius;
- Conceptio gloriosa;
- Gloriosa virginis Mariae;
- Hodie mobis caelorum;
- Sicut cedrus;
- Verbum caro;
- Dythyrambus in honorem et laudem Div. Antonii Olissiponensis.

## Інструментальні твори
- Увертюра ре;
- Концерт для клавесина ля мажор;
- Концерт для клавесина соль мінор;
- Симфонія сі-бемоль;
- Сонати [Архівовано 19 жовтня 2017 у Wayback Machine.] та токкати для [Архівовано 18 квітня 2022 у Wayback Machine.] клавесина та органу.